# حافلة طعام
حافلة الطعام هي عربة ركاب على السكك الحديدية تقدم وجبات الطعام بطريقة مطعم جلوس متكامل الخدمات.

## الصور

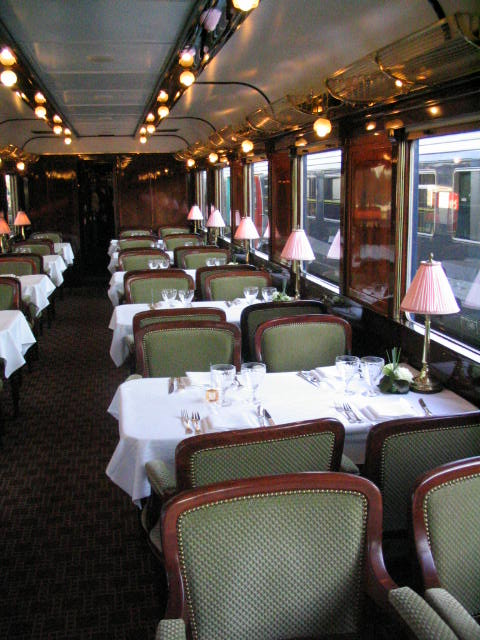
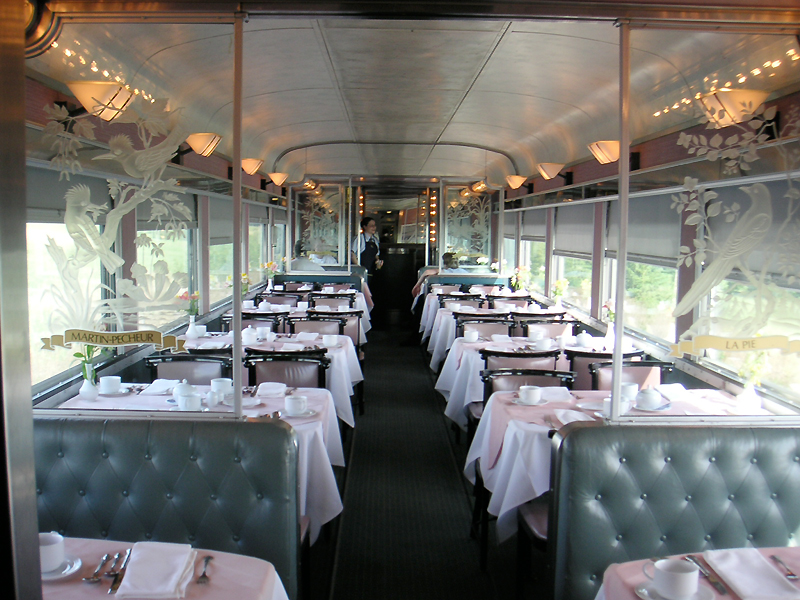
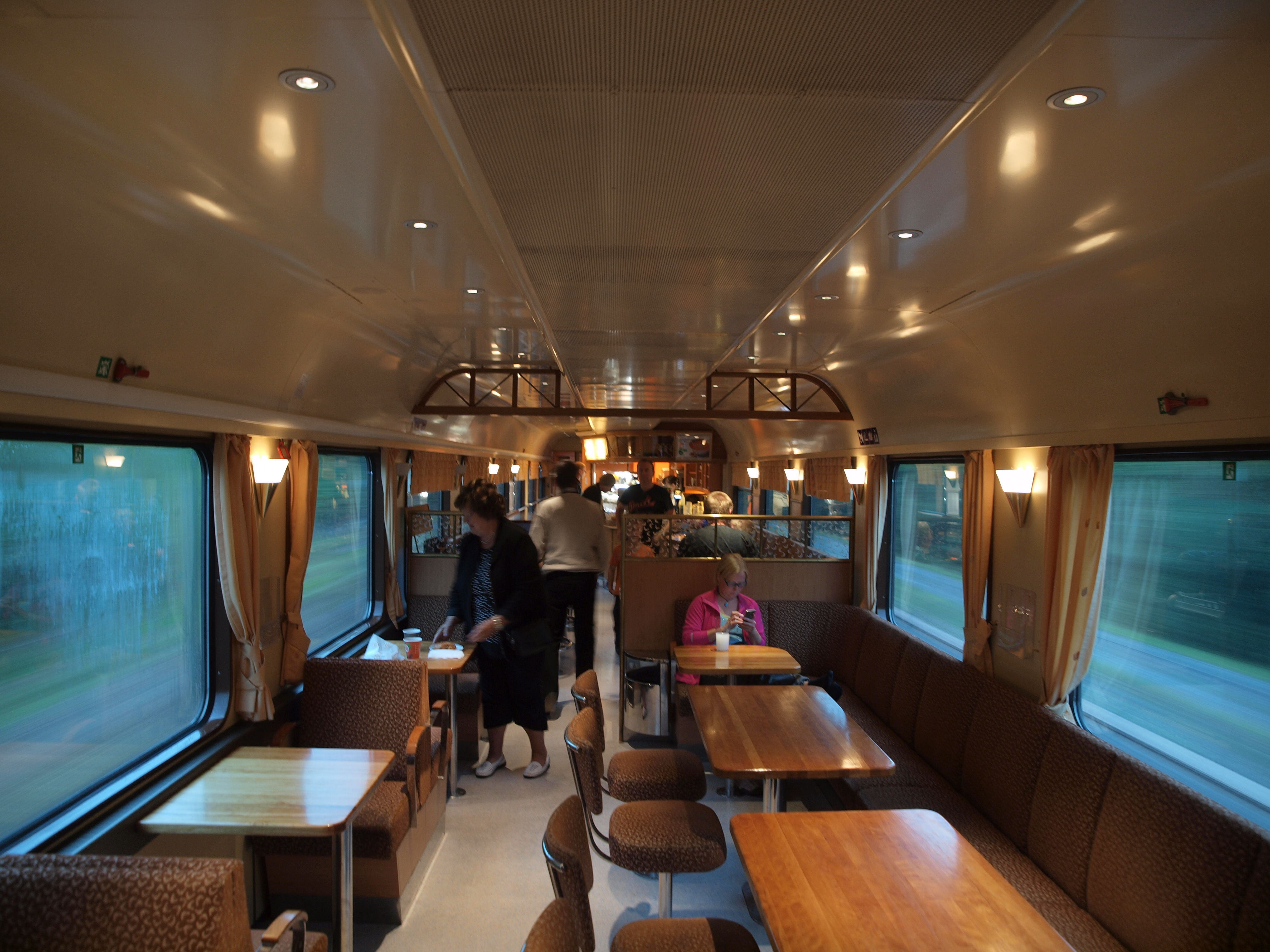
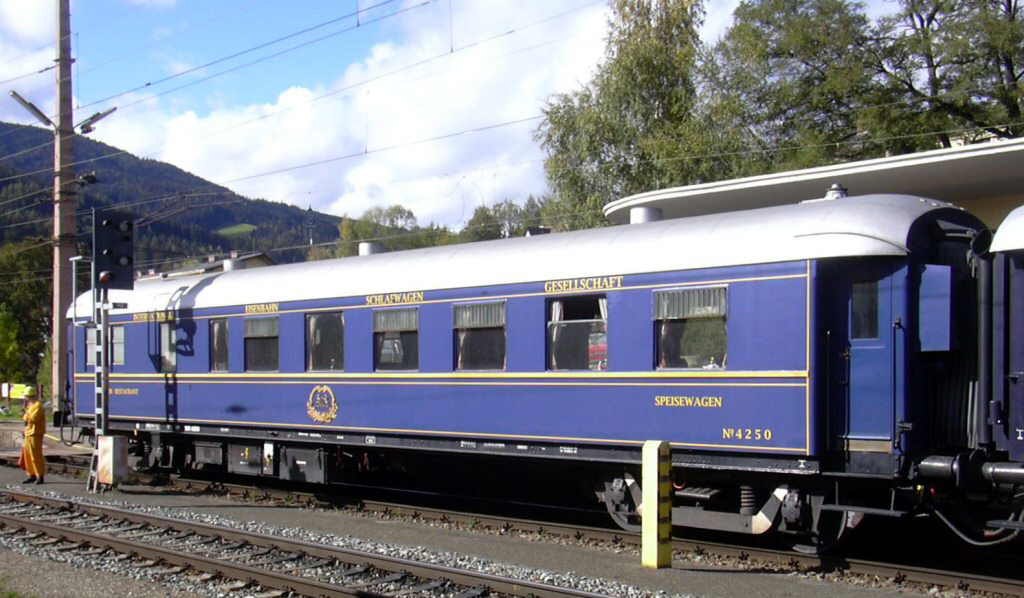
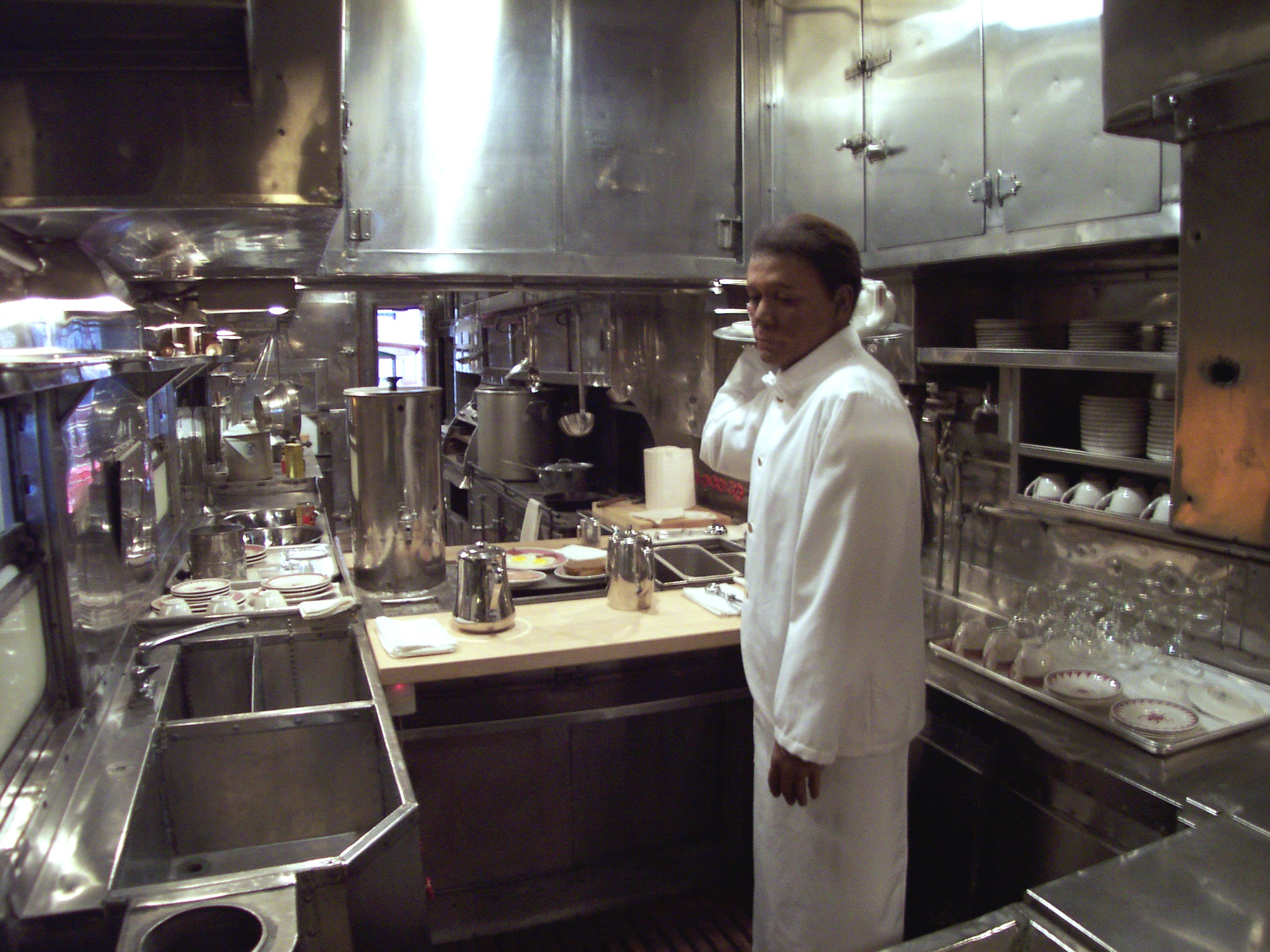
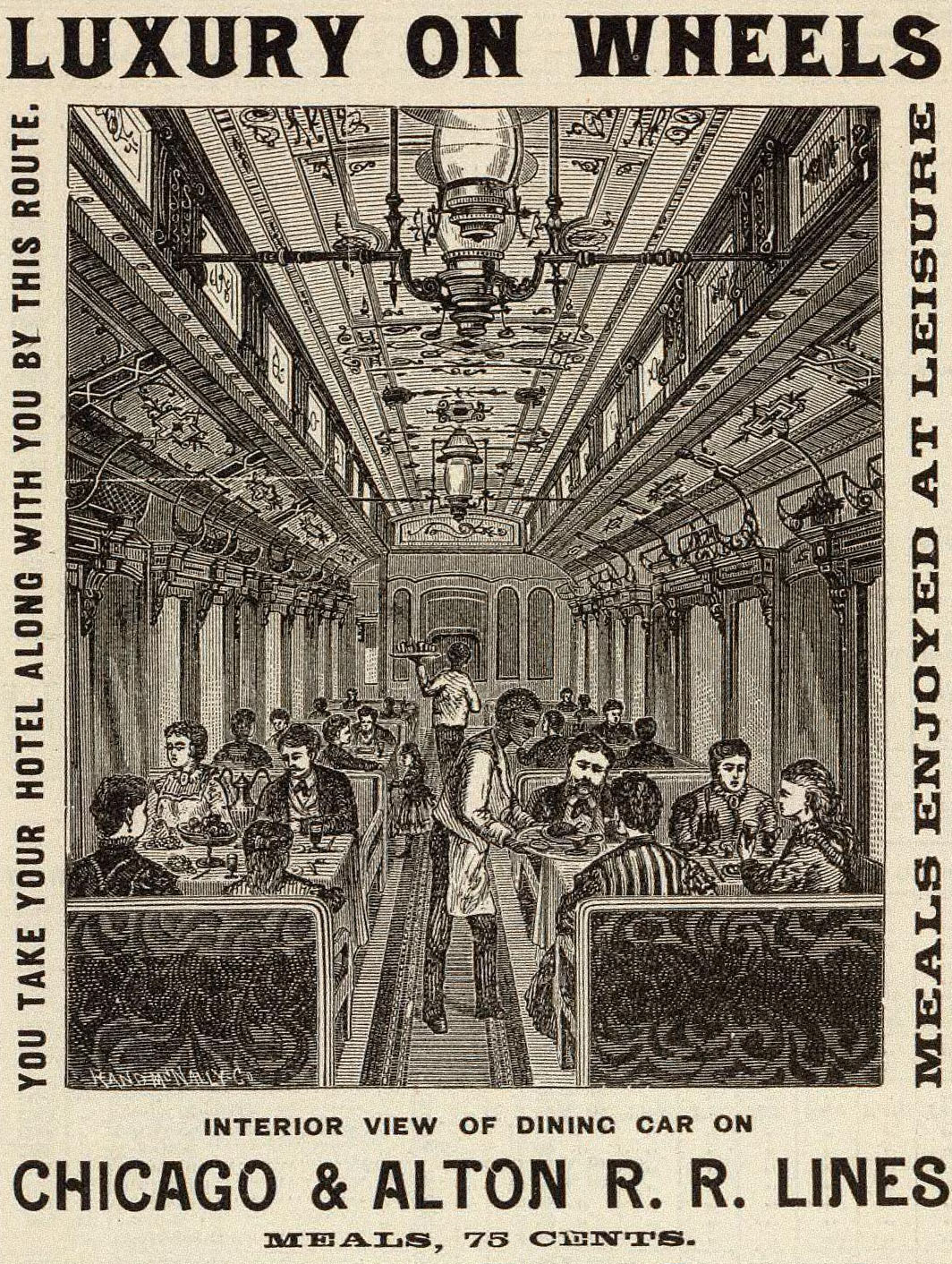
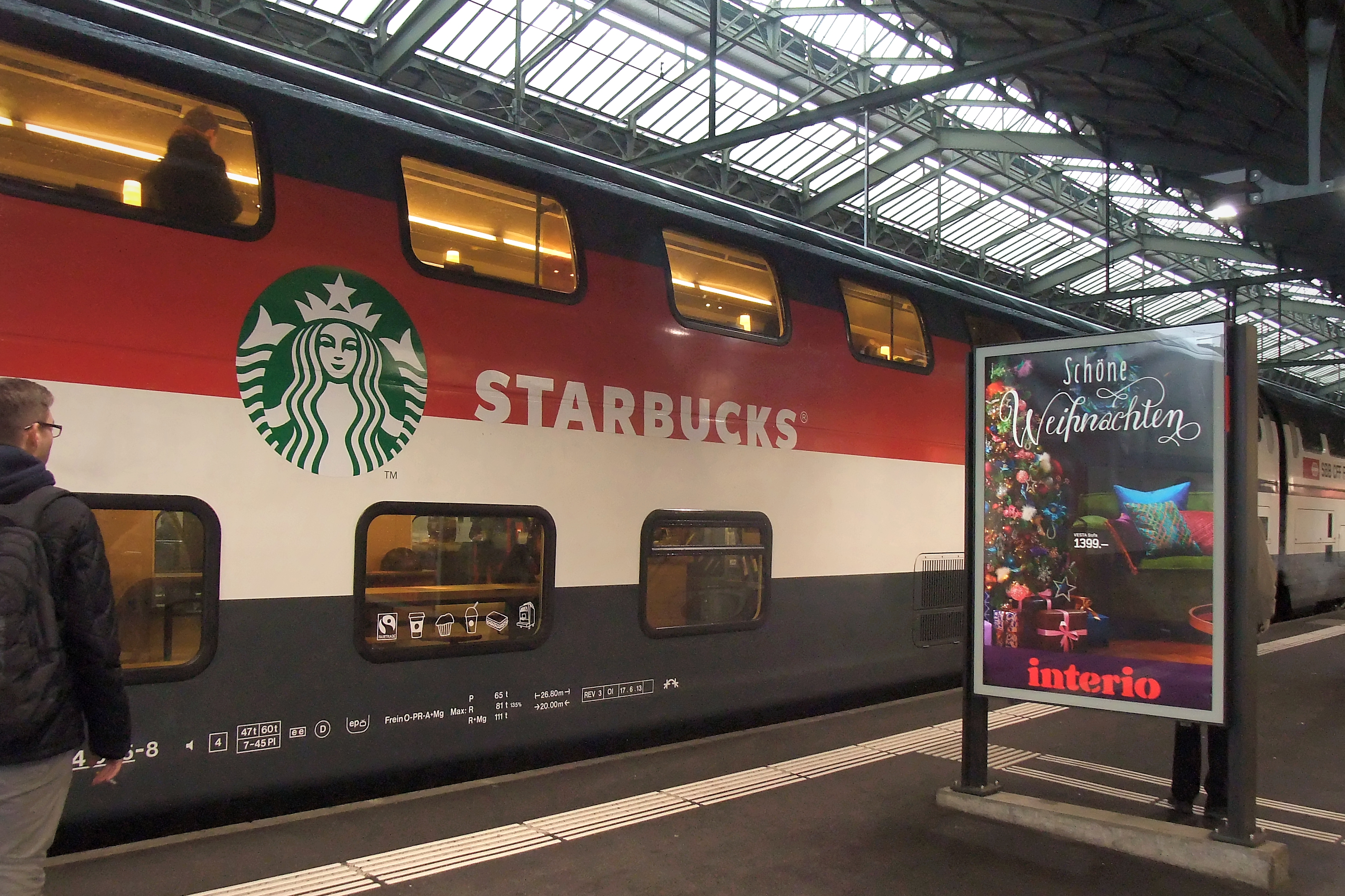